# En todas partes
«En Todas Partes» es el cuarto sencillo del álbum debut de Hany Kauam.

## Posicionamiento
| Hot ranking | Posicionamiento |
| ----------- | --------------- |
| HTV         | 10-15           |

- Datos: Q5832152